# Matthijs Vermeulen
Œuvres principales
Symphonie no 1, Symphonia Carminum (1914)
Symphonie no 2, Prélude à la nouvelle journée (1920)
Symphonie no 3, Thrène et Péan (1922)
Symphonie no 4, Les Victoires (1941)
Symphonie no 5, Les lendemains chantants (1945)
 Symphonie no 6, Les minutes heureuses (1958)
Symphonie no 7, Dithyrambes pour les temps à venir (1965)
Matthijs Vermeulen, de son vrai nom Matheas Christianus Franciscus van der Meulen, né à Helmond le 8 février 1888 et mort à Laren le 26 juillet 1967, est un compositeur et critique musical néerlandais.

## Biographie

### Enfance et vocation
Matthijs Vermeulen est né à Helmond, dans le Brabant-Septentrional. Après ses années d'école primaire, il semble vouloir suivre les traces de son père, qui était forgeron. C'est à la suite d'une maladie grave qu'il traverse une crise mystique et se tourne vers la spiritualité. Inspiré par son environnement rigoureusement catholique, il décide de devenir prêtre. Cependant, au séminaire, où il apprend les principes du contrepoint des maîtres polyphoniques du XVIe siècle, il découvre sa véritable vocation : il sera musicien.
À dix-huit ans, il abandonne ses idées initiales et quitte le séminaire. Au printemps de 1907, il s'installe à Amsterdam, capitale musicale du pays. Il prend contact avec Daniel de Lange, le directeur du conservatoire, qui reconnaît immédiatement son talent et lui donne des cours particuliers gratuits pendant deux ans. En 1909, Vermeulen commence à écrire pour le quotidien catholique De Tijd, où il se distingue bientôt par un ton personnel, résolument en contraste avec le style journalistique musical de l'époque. La qualité de ses commentaires frappe le compositeur Alphons Diepenbrock, qui recommande vivement Vermeulen à l'hebdomadaire progressiste De Amsterdammer. Vermeulen s'attache à défendre la musique de Debussy, Mahler et Diepenbrock , qu'il considère volontiers comme son « maître spirituel ».

### Carrière journalistique et musicale
Dans les années 1912-1914, Vermeulen compose sa première partition importante, la Première symphonie, qui porte le titre de Symphonia Carminum. Dans cette œuvre, il utilise une technique de composition à laquelle il restera fidèle : la « polymélodie », considérée comme « une polyphonie dissonante modifiant les relations harmoniques entre un son fondamental et ses harmoniques, privilégiant leur éloignement plutôt que leur rapprochement ». Dans ses articles pour De Telegraaf, quotidien pour lequel il tient la rubrique artistique et littéraire à partir de 1915, il souligne à quel point, dans ses choix musicaux, la politique et l'art sont inséparables.
Vermeulen déclenche ainsi une polémique en attaquant l'orientation majoritairement allemande de la vie musicale aux Pays-Bas, ce qui lui vaut bien des déboires professionnels. Après avoir présenté sa Première symphonie au chef d'orchestre Willem Mengelberg, qu'il admirait beaucoup, il voit sa partition rejetée de manière blessante, après une période de vive anticipation d'un an. Par la suite, aucune œuvre orchestrale importante de Vermeulen n'est présentée à Amsterdam. La première audition de sa symphonie, donnée par la Société orchestrale d'Arnhem en Mars 1919, a lieu dans des circonstances indignes et demeure une expérience traumatisante pour le musicien.
En dépit de ces oppositions, Vermeulen commence à travailler à sa Deuxième symphonie, intitulée Prélude à la nouvelle journée, dont le langage âpre et audacieux annonce les styles de Varèse et Jolivet. En 1920, il abandonne sa carrière de journaliste pour se consacrer pleinement à la composition, soutenu financièrement par quelques amis. Après un dernier appel à l'aide — en vain — auprès de Mengelberg, Vermeulen s'installe en France avec sa famille en 1921, dans l'espoir de trouver un climat plus favorable pour sa musique. C'est ainsi qu'il achève sa Troisième symphonie, Thrène et Péan, compose son Trio à cordes et sa Sonate pour violon.
Cependant, les œuvres symphoniques de Vermeulen restent absentes des programmes de concert, en France comme dans son pays natal. Par nécessité, Vermeulen reprend donc son emploi de critique musical. En 1926, il devient le correspondant à Paris du Soerabaiasch Handelsblad, un quotidien des Indes orientales néerlandaises (l'Indonésie actuelle). Pendant quatorze ans, il écrit deux longs articles par semaine, sur tous les sujets possibles. En 1930, il reçoit une commande, inespérée, pour composer une musique de scène pour la pièce De Vliegende Hollander par Martinus Nijhoff, d'après la légende du Hollandais volant. Neuf ans plus tard, la création en public de sa Troisième symphonie par l'Orchestre du Concertgebouw dirigé par Eduard van Beinum lui apporte enfin un début de reconnaissance.

### Vie privée
Vermeulen s'était marié en 1918 avec Anna Wilhelmina Celestine Stallion (surnommée Anny), née en 1889. De cette union sont nés quatre enfants : une fille, prénommée Anny, née en 1919, et trois fils, Roland (né en 1920), Josquin (né en 1921) et Donald (né en 1926). Durant la seconde Guerre mondiale, il compose ses quatrième et cinquième symphonies,, portant les titres des Victoires et Les lendemains chantants, significatifs de sa foi et de ses convictions politiques antinazies.
Durant l'automne 1944, Vermeulen subit plusieurs drames dans sa famille. Dans un court espace de temps, il perd sa femme et son fils le plus cher : son épouse Anny meurt en septembre 1944 des conséquences de la malnutrition sous l'occupation allemande et, un mois plus tard, leur fils Josquin est tué alors qu'il servait dans l'armée de libération française. Le journal intime du compositeur, Het enige Hart (« Le Cœur singulier »), donne un compte-rendu bouleversant de son processus de deuil. À la recherche d'une signification justifiant cette perte, Vermeulen élabore une construction philosophique dont il développe les concepts dans son livre Het avontuur van den geest (« L'Aventure de l'esprit ») publié après la guerre.
Après son retour aux Pays-Bas, après la Libération, Vermeulen se remarie en 1946 avec Dorothea Anna Maria Diepenbrock (surnommée Thea), la fille de son ancien mentor, née en 1907. De cette union naît une fille, Odilia, en 1949. Celle-ci épousera Ton Braas, qui écrira la première biographie du compositeur.

### Après la Seconde Guerre mondiale
En 1946, Vermeulen travaille de nouveau pour l'hebdomadaire De Groene Amsterdammer, aux Pays-Bas. Ses articles sur la musique se classent parmi les plus convaincants dans ce domaine. Pour un homme aussi passionné de politique, l'atmosphère étouffante de la guerre froide en Europe lui apparaît de plus en plus déprimante. Craignant une confrontation nucléaire, il se prononce contre la course aux armements dans plusieurs périodiques. En 1955, il déclare que « la bombe atomique est l'arme contre la vie, contre Dieu et contre les hommes ».
En 1956, la création de la Deuxième symphonie, qui avait remporte le prix du Concours musical international Reine-Élisabeth-de-Belgique en 1953, ouvre une nouvelle période de créativité. Vermeulen déménage à Laren, une cité rurale, avec sa femme et son enfant. Il y compose sa sixième symphonie, Les minutes heureuses, diverses chansons et son Quatuor à cordes. Sa dernière œuvre est la Septième symphonie, dont le titre Dithyrambes pour les temps à venir, révèle un optimisme indéfectible.
Le compositeur s'éteint à Laren, à la suite d'une longue maladie débilitante, le 26 juillet 1967. Sa seconde épouse meurt en 1995.

## Œuvres
| Symphonies | Musique de scène | Musique de chambre | Mélodies | Arrangements |
| ---------- | ---------------- | ------------------ | -------- | ------------ |

### Symphonies
- Symphonie no 1, Symphonia Carminum (1912-1914)
- Symphonie no 2, Prélude à la nouvelle journée (1919-1920)
- Symphonie no 3, Thrène et Péan (1921-1922)
- Symphonie no 4, Les Victoires (1940-1941)
- Symphonie no 5, Les lendemains chantants (1941-1945)
- Symphonie no 6, Les minutes heureuses (1956-1958)
- Symphonie no 7, Dithyrambes pour les temps à venir (1963-1965)

### Musique de scène
- De Vliegende Hollander, d'après la pièce de Martinus Nijhoff (1930)

### Musique de chambre
- Sonate pour violoncelle et piano (1918)
- Trio à cordes (1923)
- Sonate pour piano et violon (1925)
- Deuxième sonate pour piano et violoncelle (1938)
- Quatuor à cordes (1961)

### Mélodies
- On ne passe pas, pour ténor et piano (1917)
- Les filles du roi d'Espagne, pour mezzo-soprano et piano (1917)
- The soldier, pour baryton et piano (1917)
- La veille, pour mezzo-soprano et piano (1932 : version pour orchestre) (1917)
- Trois salutations à notre dame, pour mezzo-soprano et piano (1941)
- Le balcon, pour mezzo-soprano ou ténor et piano (1944)
- Préludes des origines, pour baryton et piano (1959)
- Trois cants d'amour, pour mezzo-soprano et piano (1962)

### Arrangements
- Jean-Baptiste Lully : Cadmus et Hermione (opéra), pour l'édition des Œuvres complètes de J.B. Lully sous la direction d'Henry Prunières (1930)

## Publications

### Études
- Het Avontuur van den Geest. De plaats van den mens in dat avontuur (« L'aventure de l'esprit. La place de l'homme dans cette aventure ») Amsterdam, 1947
- L'Aventure de l'Esprit, Paris, 1955 (traduction de l'ouvrage précédent par l'auteur)
- Princiepen der Europese muziek (« Principes de la musique européenne ») Amsterdam, 1949

### Essais et collection d'articles
- De twee muzieken (« Les deux musiques ») Leiden, 1918
- Klankbord (« Caisse de résonance ») Amsterdam, 1929
- De eene grondtoon (« La seule racine ») Amsterdam, 1932
- De muziek dat wonder (« La musique, ce miracle ») La Hague, 1958
- De stem van levenden (« La voix de la salle », compilé publié à titre posthume par Thea Vermeulen Diepenbrock)) Arnhem, 1981

### Journaux intimes et correspondance
- Het enige hart. Dagboek 1 september 1944 - 1 september 1945 (« Le cœur singulier », journaux : 1er septembre 1944 - 1er septembre 1945) Amsterdam, 1991  (ISBN 90 234 3178 2)
- Mijn geluk, mijn liefde. Brieven aan Thea Diepenbrock (« Mon bonheur, mon amour ». Lettres à Thea Diepenbrock) Amsterdam, 1995  (ISBN 90 234 3249 5)

## Hommages
Défendues par des auteurs comme Sem Dresden, dès 1923, et des compositeurs aussi importants que Willem Pijper, les symphonies de Vermeulen ont exercé une influence sur la musique de compositeurs hollandais tels que Rudolf Escher.
Le Prix Matthijs-Vermeulen (en), institué en 1972, est le prix de composition le plus important accordé à un compositeur néerlandais.